# Rainer Berg (Filmhistoriker)
Rainer Berg (* 16. Februar 1952 in Flensburg) ist ein deutscher Filmhistoriker, Regisseur und Drehbuchautor.
Berg wurde 1982 an der Freien Universität Berlin zum Dr. phil. promoviert.
Im Jahr 2001 erhielt der von ihm geschriebene Fernsehfilm Der Tanz mit dem Teufel – Die Entführung des Richard Oetker den Bayerischen Filmpreis. Neben Episoden (Das Traumschiff, Peter Strohm) ist er seit 2005 ein fester Autor der Serie SOKO Wismar. 2008 erschien Die Gustloff, von Joseph Vilsmaier inszeniert.

## Filmografie
- 1980: Rod Gröth (Kurzfilm)
- 1983: Kamera: Richard Angst (TV)
- 1989: Kasse bitte! (Fernsehserie, 1 Folge)
- 1989–1991: Großstadtrevier (Fernsehserie, 3 Folge)
- 1990: Die Kupferfalle (TV)
- 1991: Der Deal (TV)
- 1993: Tatort: Berlin – beste Lage
- 1993: Fraktur (TV)
- 1993: Alarm in Sköldgatan
- 1993: Stunde der Füchse (TV)
- 1994: Der Polizistenmörder
- 1994: Der gute Merbach (TV)
- 1994: Stockholm Marathon
- 1994: Molls Reisen (TV)
- 1995: Die Tote von Amelung (TV)
- 1996: Angst hat eine kalte Hand (TV)
- 1996: Alarmcode 112 (Fernsehserie, 12 Folgen)
- 1997–2000: Die Rettungsflieger (Fernsehserie, 17 Folgen)
- 1999: Bodyguard – Dein Leben in meiner Hand (TV)
- 2001: Der Tanz mit dem Teufel (TV)
- 2002: Singapur-Express – Geheimnis einer Liebe (TV)
- 2004: Das Traumschiff – Sri Lanka (Fernsehreihe)
- 2004–2001: SOKO Wismar (Fernsehserie, 98 Folgen)
- 2005: Spiele der Macht – 11011 Berlin (TV)
- 2008: Die Gustloff (TV)
- 2012: Unter Verdacht – Das Blut der Erde (TV)
- 2013: Nacht über Berlin (TV)
- 2013: Nach all den Jahren (TV)
- 2014: Eine Liebe für den Frieden – Bertha von Suttner und Alfred Nobel (TV)
- 2015: Mord in bester Gesellschaft: Bitteres Erbe (Krimireihe, Folge 14)
- 2016: Familie! (TV)